# Condado de Jasper (Carolina del Sur)
El condado de Jasper  (en inglés: Jasper County, South Carolina), fundado en 1912, es uno de los 46 condados del estado estadounidense de Carolina del Sur. En el año 2000 tenía una población de 28 818 habitantes con una densidad poblacional de 12 personas por km². La sede del condado es Ridgeland. Jasper fue uno de los condados más pobres en el estado. El reciente desarrollo a partir de 2000 ha dado a los nuevos residentes del condado, la ampliación de oportunidades de negocio, y una base fiscal más ricos.

## Geografía
Según la Oficina del Censo, el condado tiene un área total de 1813 km² (700 mi²), de la cual 1699 km² (656 mi²) es tierra y 114 km² (44,0 mi²) es agua.

### Condados adyacentes
- Condado de Hampton norte
- Condado de Beauford este
- Condado de Chatman sur
- Condado de Effingham oeste

### Área Nacional Protegida
- Savannah Refugio de Vida Silvestre (parte)
- Tybee Refugio de Vida Silvestre Nacional

## Demografía
En el 2000 la renta per cápita promedia del condado era de $30 727, y el ingreso promedio para una familia era de $36 793. El ingreso per cápita para el condado era de $14 161. En 2000 los hombres tenían un ingreso per cápita de $29 407 contra $21 055 para las mujeres. Alrededor del 20,7% de la población estaba bajo el umbral de pobreza nacional.
Condado de Jasper es principalmente rural.

## Lugares

### Ciudades y pueblos
- Hardeeville
- Ridgeland

### Comunidades no incorporadas
- Coosawhatchie
- Gillisonville
- Grahamville
- Grays
- Levy
- Okatie
- Old House
- Pineland
- Pocotaligo
- Robertville
- Switzerland
- Tarboro
- Tillman
- Wagon Branch